# Deux Flics à Chicago
Pour les articles homonymes, voir Running Scared.
Pour plus de détails, voir Fiche technique et Distribution.
Deux Flics à Chicago ou Sauve qui peut au Québec (Running Scared) est un film américain, réalisé par Peter Hyams et sorti en 1986. Il s'agit d'une comédie policière type buddy movie, mettant en scène Gregory Hines et Billy Crystal dans les rôles principaux.

## Synopsis
Ray Hughes et Danny Costanzo sont deux policiers non conformistes du Chicago Police Department. Ils sont forcés par leur chef de prendre des vacances, après avoir manqué de se faire tuer par Julio, un trafiquant de drogue du North Side. Ils doivent donc quitter Chicago pour la Floride où ils ont décidé de prendre leur retraite et d'ouvrir un bar, mais les ennuis commencent.

## Fiche technique
Sauf indication contraire, les informations mentionnées dans cette section peuvent être confirmées par la base de données cinématographiques IMDb,  présente dans la section « Liens externes ».
- Titre français : Deux flics à Chicago
- Titre québécois : Sauve qui peut
- Titre original : Running Scared
- Réalisation : Peter Hyams
- Scénario : Gary DeVore et Jimmy Huston
- Musique : Rod Temperton, avec la participation non créditée d'Udi Harpaz
- Directeur de la photographie : Peter Hyams
- Décors : Albert Brenner
- Producteurs : David Foster et Lawrence Turman
- Production : MGM, David Foster Productions et Turman-Foster Company
- Distribution : MGM (États-Unis), United International Pictures (France)
- Genre : comédie policière, action, buddy movie
- Format : couleur - 2,35:1
- Pays de production :  États-Unis
- Durée : 107 minutes
- Dates de sortie : 
  - États-Unis : 27 juillet 1986
  - France : 19 novembre 1986

## Distribution
- Gregory Hines (VF : Med Hondo) : Ray Hughes
- Billy Crystal (VF : Dominique Collignon-Maurin) : Danny Costanzo
- Steven Bauer (VF : Patrick Floersheim) : l'inspecteur Frank Sigliano
- Darlanne Fluegel : Anna Costanzo
- Joe Pantoliano (VF : Hervé Bellon) : Snake
- Dan Hedaya (VF : Sady Rebbot) : le capitaine Logan
- Jon Gries (VF : Patrick Poivey) : l'inspecteur Tony Montoya
- Tracy Reed : Maryann
- Jimmy Smits : Julio Gonzales
- Larry Hankin (VF : Alain Dorval) : Ace
- Bob Zrna (VF : William Sabatier) : le prêtre
- Robert Lesser : l'avocat de Supoena
- Don Calfa : l'avocat de la chambre des femmes

 Source et légende : version française (VF) sur RS Doublage et Nouveau Forum Doublage Francophone

## Production
Le tournage a lieu à Chicago (The Loop, jetée Navy, ...) et ses environs (Skokie), à Key West en Floride et à Los Angeles.

## Bande originale
La musique du film est composée par Rod Temperton. L'album de la bande originale rassemble plusieurs chansons du film.
| 1. | Man Size Love                                        | Rod Temperton                                     | Klymaxx (en)                 | 4:15 |
| 2. | Sweet Freedom                                        | Temperton                                         | Michael McDonald             | 7:38 |
| 3. | I Just Wanna Be Loved                                | Temperton                                         | Ready for the World (en)     | 4:55 |
| 4. | Running Scared                                       | Temperton                                         | Fee Waybill (en)             | 4:31 |
| 5. | Once in a Lifetime Groove                            | Christine Perren, Freddie Perren, Ric Wyatt Jr.   | New Edition                  | 4:05 |
| 6. | I Know What I Want                                   | Artie Ray Kimble, Howie Rice, Budd Ellison        | Patti LaBelle                | 3:56 |
| 7. | Say You Really Want Me                               | Danny Sembello, Donnell Spencer Jr., Dick Rudolph | Kim Wilde                    | 4:31 |
| 8. | "El Chase (instrumental, featuring Larry Williams)   | Temperton, Williams, Jim Flamberg                 | The Rod Temperton Beat Wagon | 5:33 |
| 9. | Never Too Late to Start (featuring Tommy Funderburk) | Temperton                                         | The Rod Temperton Beat Wagon | 4:11 |

## Sortie et accueil
Le film connaît un accueil critique mitigé lors de sa sortie en salles, obtenant 59% d'avis favorables sur le site Rotten Tomatoes, pour 22 critiques collectées et une moyenne de 5,3⁄10, tandis que le site Metacritic lui attribue le score de 49⁄100, sur la base de 14 critiques collectées.
Au box-office, le long-métrage connaît un succès commercial modéré en rapportant 38 500 726 $ de recettes aux États-Unis en fin d'exploitation, après un démarrage à la cinquième place lors de son premier week-end d'exploitation avec 5 227 757 $. Son résultat au box-office américain lui permet de se hisser à la 26e place des meilleures recettes d'un film sorti en 1986. En France, l'accueil est également modéré avec 450 362 entrées,.